# قلعه کمیز
قلعه کمیز مربوط به اواسط دوران‌های تاریخی پس از اسلام است و در شهرستان رودان، بخش مرکزی، روستای کمیز واقع شده و این اثر در تاریخ ۱۰ دی ۱۳۸۱ با شمارهٔ ثبت ۶۷۶۳ به‌عنوان یکی از آثار ملی ایران به ثبت رسیده‌است.
قلعه کمیز درفاصله ۱۲ کیلومتری شرق شهرستان رودان (دِهبارز) واقع شده‌است. قلعهٔ کمیز که نشان هویت و پایمردی مردم این سامان است، چشم هر بیننده‌ای را به خود جلب می‌کند این قلعه تاریخی به علت عدم توجه رو به ویرانی می‌باشد مهم‌ترین اقوام در مورد قلعه کمیز خبر از نبردهای متعدد قوم دِهبارز با دشمنان خارجی می‌دهد و با این حال این قلعه مهم‌ترین منطقهٔ گردشگری شهرستان رودان می‌باشد.